# Erebia masculina
Erebia masculina är en fjärilsart som beskrevs av Curt Eisner 1946. Erebia masculina ingår i släktet Erebia och familjen praktfjärilar. Inga underarter finns listade i Catalogue of Life.